# Lukáš Hradecký
Lukáš Hradecký (finsky Lukas Hradecký; * 24. listopadu 1989 Bratislava, Československo) je finský fotbalový brankář a reprezentant slovenského původu, který hraje od léta 2025 za AS Monaco FC.

## Rodina
Jeho otec je bývalý volejbalista, který odešel za angažmá do Finska, když byl Lukášovi 1 rok. Jeho mladší bratři Tomáš a Matej jsou také fotbalisté.

## Klubová kariéra
Hradecký začínal jako fotbalový útočník, teprve později se stal brankářem. Byl na testech i v Manchesteru United. Nejvyšší finskou ligu nikdy nehrál, v roce 2009 odešel do Dánska do klubu Esbjerg fB. S Esbjergem vyhrál v sezoně 2012/13 dánský fotbalový pohár. V létě 2013 přestoupil do Brøndby IF.
V srpnu 2015 přestoupil do německého bundesligového klubu Eintracht Frankfurt, který hledal náhradu za brankáře Kevina Trappa, jenž odešel do francouzského Paris Saint-Germain FC. Podle agentury AP podepsal Hradecký s klubem Eintracht z Frankfurtu nad Mohanem tříletý kontrakt. Od roku 2018 do 2025 hrál v klubu Bayer Leverkusen.
8.srpna 2025 podepsal 2 letou smlouvu s Monackým týmem AS Monaco FC, který ho získal za 3 miliónů eur (73 miliónů korun)

## Reprezentační kariéra

### Mládežnické reprezentace
Hradecký hrál za finské reprezentační výběry od kategorie do 19 let včetně výběru do 21 let. Byl brankářskou jedničkou v kvalifikaci jedenadvacítek na Mistrovství Evropy hráčů do 21 let 2011 v Dánsku. Finsko se na závěrečný turnaj neprobojovalo, skončilo na nepostupovém třetím místě kvalifikační skupiny 4 (za prvním Nizozemskem a druhým Španělskem).

### A-mužstvo
V lednu 2010 jej povolal do A-mužstva Finska skotský trenér Stuart Baxter (jenž v letech 2008–2010 vedl Finsko) pro přátelské utkání ve španělské Málaze proti reprezentaci Jižní Korey (porážka Finska 0:2). Nicméně šanci nedostal, celé utkání strávil pouze na lavičce náhradníků. Příležitosti mezi tyčemi se dočkal až 21. května 2010 ve druhém poločase přátelského střetnutí proti domácímu Estonsku. Hradecký v 55. minutě inkasoval jeden gól a Finsko prohrálo celkově 0:2. Do listopadu 2015 absolvoval Hradecký již 26 zápasů jako brankář A-týmu finské fotbalové reprezentace.